# 가미후쿠모토 나오토
가미후쿠모토 나오토(일본어: 上福元 直人, 1989년 11월 17일 ~ )는 일본의 축구 선수이다. 포지션은 골키퍼이다. 현재 J1리그의 가와사키 프론탈레에서 뛰고 있다.

## 선수 경력
2012시즌을 앞두고 J2리그의 오이타 트리니타에 입단하면서 커리어를 시작했다.
2013년 5월, JFL의 FC 마치다 젤비아로 임대 이적했다. 하지만 마치다에서 한 경기도 출전하지 못했고 2013년 7월 오이타로 복귀했다.
2015년 7월 18일에 열린 V-파렌 나가사키와의 경기에서 주전 골키퍼였던 다케다 요헤이가 워밍업 중 부상을 당하면서 대체로 출전하게 되면서 프로 데뷔전을 치렀다. 데뷔전에서 1실점을 당했지만 팀은 2-1로 승리를 거뒀다. 시즌 종료 때까지 9경기에 출전했다. 2016시즌에는 팀이 J3리그로 강등을 당했음에도 팀에 잔류했으며 21경기에 출전했다. 2016시즌 팀이 J3리그 우승을 차지하면서 커리어 첫 우승을 경험했다. 2017시즌 팀이 다시 J2리그로 승격한 이후 팀의 주전 골키퍼로 활약했으며 38경기에 출전했다.
2018시즌을 앞두고 J2리그의 도쿄 베르디로 이적했다. 2018시즌 도쿄의 주전 골키퍼로 나섰으며 리그 42경기 전 경기에 출전했다. 이듬해인 2019시즌에도 리그 전 경기 출전을 달성했다.
2020시즌을 앞두고 J2리그의 도쿠시마 보르티스로 이적했다.

## 수상

### 팀

#### 오이타 트리니타
- J3리그 우승: 2016